# Discographie de Bourvil
Cet article recense la discographie de Bourvil (1917-1970).

## Discographie

### 78 tours (2 titres)
Avec Georges Guétary
Avec les Pierrots parisiens (chansons pour les enfants)

### 33 tours

#### 25cm
- ? : Rondes et Chansons no 1, Pathé (EA 10 015) : Gentil Coquelicot (trad.) ; Meunier tu dors (trad.) ; Bon voyage, monsieur Dumollet (trad.) ; Petit Papa (trad.) ; Frère Jacques (trad.) ; Belle rose (trad.) ; Le Petit Matelot (trad.) ; Marie-Madeleine' (trad.).
- ? : Rondes et Chansons no 2, Pathé (EA 10 016)
- 1962 : Rondes et Chansons no 3, Pathé (EA 10 017) : Savez-vous planter les choux ? ; À la claire fontaine ; En passant par la Lorraine ; La Chèvre ; Il était un petit navire ; Il y a des roses blanches.
- 1962 : Rondes et Chansons no 4, Pathé (EA 10 018)

Les 4 avec Pierrette Bruno et René-Louis Lafforgue.

#### 30cm
- 1961 : Le Roman de Renart , 33 tours Pathé (EA 10 045), avec Bourvil, Pierrette Bruno, Linette Lemercier, Tristan Sévère, Muse Dalbray et Georges Cisin, orchestre sous la direction Pierre Guillermin.

### 45 tours
Source : Encyclopédisque

#### Super 45 tours (4 titres)

##### Super 45 tours à pochette simple
Avec Georges Guétary
Avec Pierrette Bruno

##### Autres super 45 tours
- 1960 : Pathé (EG 535) : Je fais ce que tu veux ; Mets tes petits souliers ; De fil en aiguille ; J’ai des hauts et des bas.
- 1960 : Pathé (EG 537) : C'était bien ; Tout l’monde peut se tromper ; Puisqu’on s’aime ; Au jardin du temps passé.
- 1961 : Pathé (EG 543) : Notre petit caniche ; Dent de lait ; Il s’en est fallu de peu ; Tu peux… tu peux (avec Pierrette Bruno).
- 1961 : Pathé (EG 550) : La Terre ; Douce, si douce ; Mon frère d’Angleterre ; C’est toujours à la mode.
- 1961 : Pathé (EG 555) : Zou zou bizou ; Sous le ciel de Provence ; Gare de Lyon ; Bientôt les vacances (avec Pierrette Bruno).
- 1961 : Pathé (EG 565) : Kilimandjaro ; Angèle ; Joli, joli, joli mois de mai ; Tchin tchin à ton cœur.
- 1961 : Pathé (EG 578) : Les Sourires de Paris ; Le Clair de lune à Maubeuge ; Vieux frère ; Notre amour est en grève.
- 1962 : Pathé (EG 587) : Les Printemps d’aujourd’hui ; Le Voleur de pervenches ; C’est l’piston ; Pom, pom, pom.
- 1962 : Pathé (EG 606) : Maurice ; Passe-moi les crudités ; Oh ! la la ! que c’est beau ; J'ai six femmes à la maison.
- 1962 : Pathé (EG 611) : J’pourrais faire ça ; Ce p’tit air là ; C’est pas le Pérou ; Si bien (avec Pierrette Bruno).
- 1963 : Pathé (EG 625) : Toi, tu es ma maison ; Tricoter près d’un transistor ; Antonin ; La Complainte du boucher.
- 1963 : Pathé (EG 657) : Un air de jeunesse ; Ta mère est là ; Du fromage et du pain ; La Tendresse.
- 1963 : La Voix de son Maître (EMF 311) : Dans le trou (avec le groupe JMS).
- 1964 : Pathé (EG 727) : Bonjour, monsieur le maitre d’école ; Dans la bruyère de Quimperlé ; Du côté de l’Alsace ; J’suis papa et j’suis dans l’coup.
- 1965 : Pathé (EG 845) : Je voudrais bien être ; Au son de l’accordéon ; Nous vieillirons ensemble ; Heureusement qu’y’en a.
- 1965 : Pathé (EG 863) : Mon frère d’Angleterre ; Ballade irlandaise ; C’était bien (Le P’tit Bal perdu) ; La Tendresse.
- 1966 : Pathé / EMI (EG 934) : Ton cor ; Je promène le chien ; Moi j’te r’grette ; La Ronde du temps.
- 1966 : Pathé / EMI / Pathé-Marconi (EG 1016) : Extraits de l’opérette Ouah ! Ouah ! - Les Abeilles ; Le P’tit Coup de chance ; J’ai un lion dans mon moteur ; Les Goths (avec Annie Cordy).
- 1967 : Pathé (EG 1047) : Les Girafes ; La Valise ; La Marche des matelassiers ; Un p'tit coup, monsieur.
- 1967 : Pathé (EG 1084) : Ma pipioute ; Devant l’enfant ; Pouet Pouet ; Mon village au clair de lune.

##### Livres-disques super 45 tours  avec pochetterabatcollée inclus dans la4ede couverture
- 1961 : Bourvil chante pour les enfants no 1, 45 tours (EP) Pathé (EA 10 007) : La Belle Abeille ; Une jolie trompette ; Sébastien le pingouin ; Le Vieux Tromblon.
- 1961 : Bourvil chante pour les enfants no 2, 45 tours (EP) Pathé (EA 10 008) : Le Papeau des pompiers ; Le Petit Coq ; Le Petit Sapin ; Jonas et la Baleine.

#### 45 tours (2 titres)
- 1959 : Pathé (45 G 1496) : Salade de fruits ; Les Rois fainéants.
- 1969 : Pathé / EMI (C006-10530) : Le Fromage au lait ; Des sous de côté.
- 1970 : Pathé / EMI (C006-10698) : Le Convoyeur ; Tout le monde est artiste.
- 1970 : Pathé (2 C006-11079) : Ça (Je t’aime... moi non plus) (avec Jacqueline Maillan) ; Pauvre Lola.

### Compilations

#### CD
- Bourvil : Rires et tendresse, Promo Sound LTD, 2008, 2 CD (50 chansons de 1946 à 1957).
- Bourvil, Compilation 1997, EMI Music France, 2 CD : 36 chansons, variétés françaises   (albums réalisés à partir de bandes originales remastérisées). Code barre : 7 24385 59732 9